# Tierra

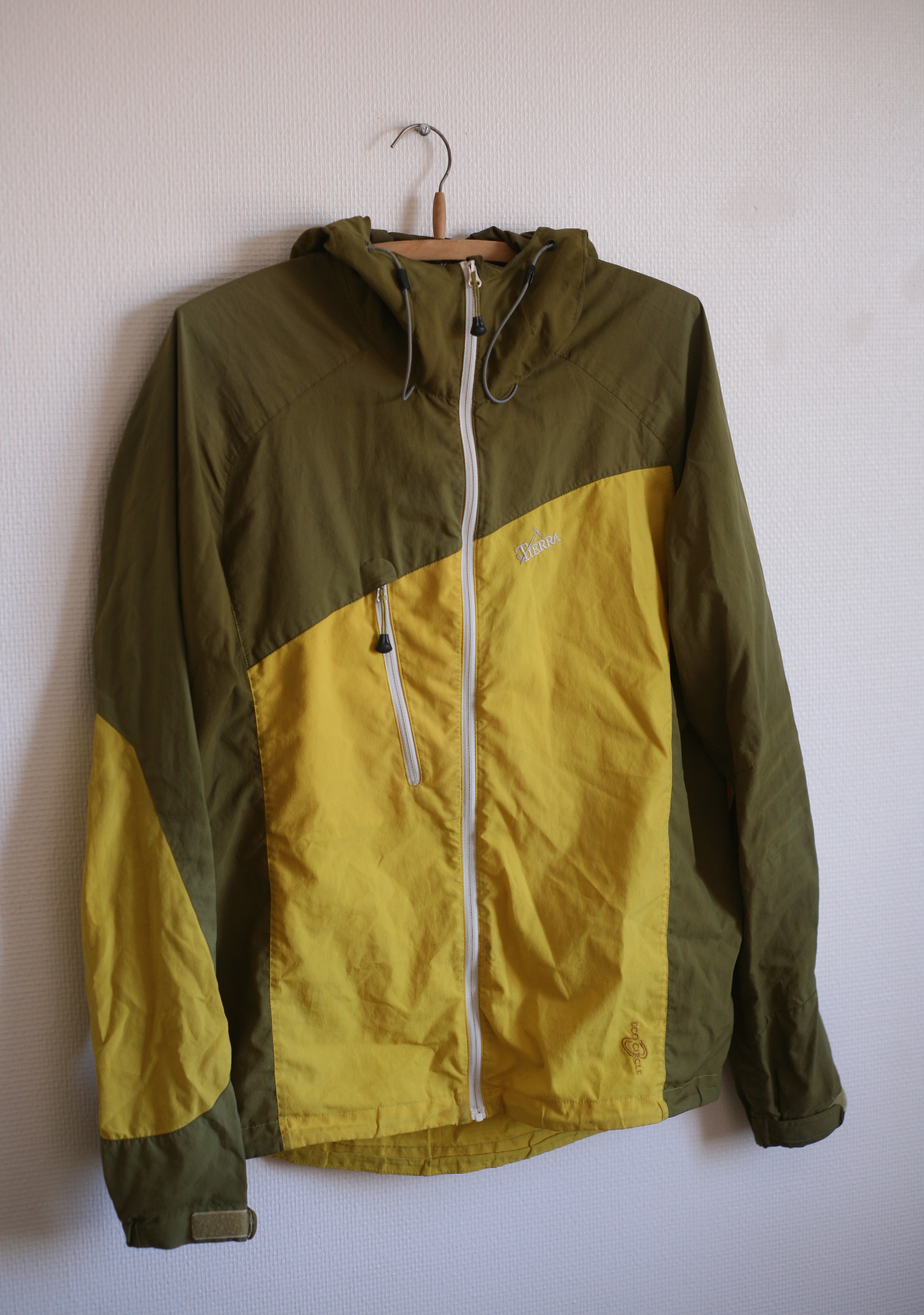
Vindjacka från Tierra.

Tierra Products AB är ett företag som utvecklar, tillverkar och säljer kläder under varumärket Tierra för friluftsliv, speciellt för extrema miljöer såsom klättring. Det har funnits sedan 1983 och ingår tillsammans med bland annat Primus, Fjällräven, Hanwag och Naturkompaniet i koncernen Fenix Outdoor. Företaget har sitt säte i Örnsköldsvik.